# Espen Lind
Espen Lind, född 13 maj 1971, är en norsk sångare, gitarrist, låtskrivare och producent. Lind föddes i Oslo, men växte upp i Tromsø. Han har tidigare släppt musik under namnet Sway.
2006 gjorde han, och tre andra norska artister – Askil Holm, Alejandro Fuentes och Kurt Nilsen – en cover på Leonard Cohens "Hallelujah". Han har haft ett samarbete med Selena Gomez och  2014 producerade han tillsammans med Bjørn Nessjø svenska sångerskan Sofia Karlssons album Regnet faller utan oss.
De senare åren har han, från sin  bas i New York, producerat musik för några av världens största artister.

## Starten
Han musikaliska karriär startade som femåring på musikskolan, och han spelade gitarr från han var 9 år. Hans mamma var violinist så han hörde mycket på klassisk musik som barn, men så småningom blev det popmusiken som fångade hans intresse. När han var 15 år fick han jobb i en studio, och som betalning fick han använda studion när den var ledig.
1993 tog han med sig en demo till Los Angeles för att pröva lyckan. Det blev ingen succé. När han så kom tillbaka till Tromsø lånade han pengar för att kunna ge ut låten "Yum Yum Gimme Some" och sände den till olika radiostationer under artistnamnet "Sway".

## Red
Albumet Red, och låten "When Susannah Cries", lanserades 1997 i Norge, och lite senare i resten av världen. Bägge blev succéer. Albumet sålde en halv miljon, och singeln kom in på ett dussin listor runt omkring i världen.
Under utdelningen av Spellemannprisen 1998 fick han pris för bästa popsolist, bästa låt och årets artist. Lika många priser blev det under Hit Awards; norsk manlig artist, internationell manlig artist och årets artist. Albumet Red II kom ut samma år, med lite andra mixar och lite nytt material.

## Vidare
Så började han samarbeta med Amund Bjørklund, eller "Bluefish", som han kallar sig. Det resulterade i albumet This is popmusic, 2000, och singeln "Black sunday". Efter 4 år kom han med singeln "Unloved".
År 2000 sjöng han "Where the lost ones goes", tillsammans med Sissel Kyrkjebø, på hennes album Good things. Låtskrivarna och producentparet Espen Lind och Amund Bjørklund har också gjort låtar till Atomic Kitten, Maria Arredondo, David Owen och Mark Owen (ex. Take That). De skrev "Idol" låten 2004 till Kjartan Salvensen och Margaret Berger, och Lind sjunger duetten "Remedy" tillsammans med Maria Arredondo på hennes album Not going under.
År 2006 gjorde han succé i kvartetten, som kallades "De nye gitarkameratene", tillsammans med  Fuentes, Holm og Nilsen. Deras tolkning av Leonard Cohens "Hallelujah" vann klassen årets hit under Spellemannprisen 2006. Hallelujah live blev det snabbast säljande albumet i norsk historia med över 100 000 sålda album på lite över en vecka. Albumet har sålt 240 000 exemplar.
2 år senare vann Espen Lind priset Årets spellemann, under Spellemannprisen 2008. De senare åren har Lind arbetat från sin bas i New York, och har skrivit och producerat för bland annat Beyoncé, Lionel Richie och Ne-Yo.

## Diskografi

### Soloalbum
- 1995 – Mmm... Prepare to Be Swayed (som "Sway")
- 1997 – Red (som "Sway")
- 1997 – Red II (återutgåva av Red)
- 2000 – This Is Pop Music
- 2005 – April
- 2008 – Army Of One

### Singlar (urval)
- 1997 – "Baby You're So Cool"
- 1997 – "When Susannah Cries" (Single Version) / "When Susannah Cries" (Acoustic Version)
- 1998 – "Lucky For You" (Full Version) / "Lucky For You" (Radio Edit)
- 2000 – "Black Sunday" (Album Version) / "Black Sunday" (Instrumental) / "Black Sunday" (Jazz Version)
- 2002 – "Life is Ggo"
- 2005 – "Unloved"
- 2008 – "Scared of Heights"

### Album tillsammans med Kurt Nilsen, Askil Holm och Alejandro Fuentes
- 2006 – Hallelujah - Live
- 2009 – Hallelujah - Live Volume 2

## Priser
- 1997: Spellemannprisen: Årets Artist[2]
- 1997: Spellemannprisen: Årets Låt
- 1997: Spellemannprisen: Årets Popsolist
- 1998: Gammleng-prisen: Populærmusikk[3]
- 1998: HitAwards: Årets Norske Mannlige Artist[4]
- 1998: HitAwards: Årets Internasjonale Mannlige Artist
- 1998: HitAwards: Årets Hit
- 2006: Spellemannprisen: Årets Hit[2]
- 2008: Spellemannprisen: Årets Spellemann
- 2008: BMI Awards London: The Robert S. Musel Award for Song of the Year[5]